# ماري كيلر
ماري كيلر (بالإنجليزية: Mary Page Keller)‏ (و. 1961 – م) هي ممثلة، وممثلة تلفزيونية، من الولايات المتحدة الأمريكية، ولدت في مونتيري بارك، لوس أنجليس، كاليفورنيا.

## وصلات خارجية
- ماري كيلر على موقع IMDb (الإنجليزية)
- ماري كيلر على موقع روتن توميتوز (الإنجليزية)
- ماري كيلر على موقع ألو سيني (الفرنسية)
- ماري كيلر على موقع أول موفي (الإنجليزية)
- ماري كيلر على موقع قاعدة بيانات الأفلام السويدية (السويدية)
- ماري كيلر على موقع إن إن دي بي (الإنجليزية)
- ماري كيلر على موقع قاعدة بيانات الفيلم (الإنجليزية)
- ماري كيلر على موقع كينوبويسك (الروسية)